# Лофур
Лофур (Lophura) — рід куроподібних птахів родини фазанових (Phasianidae). Включає, за різними класифікаціями, від 9 до 13 видів. Поширені в Південно-Східній Азії, на Гімалаях та у Китаї. П'ять видів є острівними ендеміками.

## Назва
Назва роду Lophura походить з грецького λοφος - «гребінець»; ουρα - «хвіст».

## Опис
Лофури нагадують диких курей (Gallus) за зовнішнім виглядом, але не є близькими до них. У всіх видів самці мають добре розвинені шпори на лапках. Ділянка навколо очей неоперена, має червоний або світло-блакитний колір і складається з ділянок більш-менш великої еректильної тканини, яка набрякає під час шлюбного сезону. Вони можуть мати форму простого здуття або сосочків, а також ріжків або плетенок. У Lophura bulweri ці еректильні тканини особливо розвинені настільки, що, коли вони досягають максимальної напруженості, голова, від верхівки вушних рогів до кінчика плетенки, може досягати загальної висоти 18 см. У самиць очна область також без пір’я та барвиста, але не така обширна і не має тканин або еректильних розширень. Крім того, шпори відсутні або, якщо вони є, лише злегка виражені.
Усі лофури виявляють виражений статевий диморфізм в оперенні. Усі самиці мають коричневе оперення, за винятком Lophura erythrophthalma, яка має темно-синє оперення. Самці переважно різного кольору від темно-синього до чорного, майже всі мають ефектні прикраси на верхній частині голови та хвостове пір’я, як правило, жовте або біле. Хвіст, сильно градуйований у більшості видів, складається з 16 кермових, деякі з яких дуже видовжені та вигнуті, як у півнів. Самці Lophura bulweri мають 32 пір'їни в хвості, найбільшу кількість серед птахів. Однак цілком імовірно, що деякі з них є видозміненими хвостовими верхніми криючими.

## Види
- Лофур анамський (Lophura edwardsi)
- Лофур тайванський (Lophura swinhoii)
- Лофур білохвостий (Lophura bulweri)
- Лофур непальський (Lophura leucomelanos)
- Лофур сріблястий (Lophura nycthemera)
- Лофур жовтохвостий (Lophura erythrophthalma)[3]
- Лофур борнейський (Lophura pyronota)[4]
- Лофур червононогий (Lophura rufa)[5]
- Лофур чубатий (Lophura ignita)
- Лофур сіамський (Lophura diardi)
- Лофур суматранський (Lophura inornata)

Також був описаний вид лофур імператорський (Lophura × imperialis), який виявився гібридом двох видів.